# Hanyu da zidian
Das gewöhnlich als Wörterbuch bezeichnete chinesische Zeichenlexikon Hanyu Da Zidian (chinesisch 漢語大字典 / 汉语大字典, Pinyin Hànyǔ Dà Zìdiǎn – „Großes chinesisches Schriftzeichenlexikon“) ist eine Sammlung einzelner chinesischer Schriftzeichen in Normalschrift (Regelschrift), insgesamt werden darin 54678 Schriftzeichen behandelt. Es ist eines der umfangreichsten Nachschlagewerke zur chinesischen Sprache und erläutert Aufbau, Aussprache und Bedeutung der Schriftzeichen. Es beachtet die Forschungsergebnisse aus Vergangenheit und Gegenwart; seine Schwerpunkte Zeichenaufbau, Aussprache und Bedeutung sind gut aufeinander abgestimmt.

## Aufbau und Details
Die einzelnen Schriftzeichen werden zunächst in Normalschrift angegeben, dann werden repräsentative Formen aus den Orakelknocheninschriften, den Bronzeinschriften, der Kleinen Siegelschrift, der Lishu-Schrift (eine aus der Kleinen Siegelschrift herrührende, vereinfachte Kanzleischrift, die in der Han-Zeit gebräuchlich war) aufgeführt, welche die Veränderungen in der Struktur bzw. Schreibung der Zeichen demonstrieren; darüber hinaus wird in komprimierter Form die Entwicklungsgeschichte des Zeichens erklärt.
Unter dem Punkt Aussprache wird an erster Stelle, soweit möglich, die moderne Aussprache nach dem Lautumschriftschema der Pinyin-Schreibung angegeben.
Gleichzeitig wird nach der traditionellen fanqie-Methode die Aussprache des Mittelchinesischen (中古音,  zhōnggǔyīn; engl. Middle Chinese bzw. früher nach Bernhard Karlgren: Ancient Chinese) angegeben. Dies zumeist nach den songzeitlichen Reimwörterbüchern Guangyun (廣韻 / 广韵,  Guǎngyùn) und Jiyun (集韻 / 集韵,  Jíyùn), weniger systematisch nach den phonologischen Glossen zu klassischen Werken des Lu Deming 陸德明 / 陆德明 (556–627) in seinem Jingdian shiwen 经典释文 aus der frühen Tang-Zeit.
Die Lautung des Altchinesischen bzw. Antikchinesischen (上古音,  shànggǔyīn; engl. Old Chinese bzw. früher nach Bernhard Karlgren: Archaic Chinese) werden nach von der modernen Forschung aufgestellten 30 alten Reimklassen (韻部 / 韵部,  yùnbù) angegeben.
Unter dem Punkt Zeichenbedeutung werden nicht nur gemeingebräuchliche Bedeutungen gemeingebräuchlicher Schriftzeichen behandelt, sondern auch selten gebrauchte Bedeutungen gemeingebräuchlicher Schriftzeichen und Bedeutungen selten verwendeter Schriftzeichen untersucht und erläutert, entsprechend darüber hinaus auch die Bedeutungen von Zeichen in festen Wortverbindungen aus mehreren Schriftzeichen (hierunter werden meist spezielle Zweisilbler wie z. B. 蟋蟀,  xīshuài (Grille) oder 珊瑚,  shānhú (Koralle) verstanden), deren Zeichen für sich allein genommen keine Bedeutung haben. Wichtig sind auch seine Angaben zu in der historischen Praxis verwendeten Austauschzeichen bzw. Lehnschreibungen (通假,  tōngjiǎ), bei denen homophone Schriftzeichen (mit ansonsten anderer Bedeutung) anstelle des eigentlichen Schriftzeichens verwendet werden.
Bei dem Hanyu Da Zidian handelt es sich um ein Schriftzeichen-Lexikon, das überwiegend Wörter aus der geschriebenen Sprache behandelt, wie beispielsweise aus der klassischen chinesischen Literatursprache (文言,  wényán). Im Gegensatz dazu ist das Hanyu Da Cidian 漢語大詞典 / 汉语大词典 (Großes Chinesisches Wörterbuch) ein Wörterbuch im herkömmlichen Sinne, bei dem der Schwerpunkt auf den meist mehrsilbigen Wörtern (詞 / 词,  cí), wie sie vor allem in der gesprochenen Sprache vorkommen, liegt.
In den Erläuterungen und modernen Beispielen werden vereinfachte Zeichen bzw. Kurzzeichen verwendet, sonst überall Langzeichen.
Im Anhang des Buches befindet sich eine 2965 Titel umfassende Bibliographie der herangezogenen Quellen, die cum grano salis chronologisch angeordnet ist. Sie ist in sechs Spalten gegliedert mit folgenden Angaben: Laufende Nummer (von 1 bis 2965) (序號 / 序号,  xùhào), Name des Verfassers oder Kompilators (編著者 / 编著者,  biānzhùzhě), Buchtitel (書名 / 书名,  shūmíng), Abkürzung (des Buchtitels) (簡稱 / 简称,  jiǎnchēng), wichtige (ältere) Ausgaben bzw. Drucke (主要版本,  zhǔyào bǎnběn), herangezogene Nachschlagewerke und Ausgaben auf die im Hauptteil Bezug genommen wird (參考書及其版本 / 参考书及其版本,  cānkǎoshū jīqí bǎnběn).
Auf die häufig herangezogenen neuen Textfunde aus archäologischen Quellen (Mawangdui, Houma, Wuwei, Shuihudi, Yinqueshan usw.) sowie auf Werke zu den Orakelknocheninschriften, Bronzeinschriften, Steininschriften u. a. wird in den Diagrammen meist mit komplizierten Kürzeln hingewiesen.
Beispielsweise handelt es sich bei der Abkürzung „前“ (qián) im Diagramm zum ersten Stichwort um den in der Bibliographie des Hanyu da zidian unter der Nummer 2751 aufgeführten Buchtitel 殷墟書契前編 / 殷墟书契前编,  Yinxu shuqi qianbian von 羅振玉 / 罗振玉,  Luo Zhenyu aus dem Jahr 1911, ein Werk, das dem kleinen Kreis der westlichen Orakelknocheninschriften- und Bronzeinschriftenfreunde spätestens seit den phonologischen Pionierarbeiten von Bernhard Karlgren: der Grammata Serica (Abk. GS) bzw. der rezensierten Fassung dieses Werkes: der Grammata Serica Recensa (Abk. GSR) aus dem Jahr 1957 bestens vertraut ist.
Gemeinsam mit dem Herausgeberteam des erwähnten zwölfbändigen Wörterbuches Hanyu Da Cidian, zu dem ein alphabetischer Index existiert, wurde eine Anordnung der Schriftzeichen unter 200 Klassenhäuptern („Radikalen“) beschlossen. Der Zeichenindex ist wie üblich nach der Zahl der zusätzlichen Striche geordnet.
Das Werk wurde von Xu Zhongshu (徐中舒, 1898–1991) et al. herausgegeben. Die achtbändige Ausgabe des Werkes wurde 1986–1990 gemeinsam von der Hubei Dictionary Press und dem Sichuan Lexicographical Publishing House veröffentlicht. Eine inhaltsidentische einbändige Ausgabe im Kleindruck (縮印本 / 缩印本,  suōyìnběn) ist 1993 erschienen.
Das Zeicheninventar des Hanyu da zidian ist auch in eine Datenbank chinesischer Schriftzeichen der Uni München eingebunden.